# Змај (словенска митологија)
Змај је митолошко биће присутно у предањима и вјеровањима свих Словена.

## Етимологија назива
Назив змај потиче од ријечи змија, као и од ријечи земља. Осим наведеног, општесловенског назива за змаја, у локалним традицијама неки крајева се такође могу пронаћи и други називи, као што су:
- арак, воз (словен. voz), драк (словен. drak), линтвер (словен. lintver) и линтверн (словен. lintvern) у Словенији;
- базилишко, вилозмај, војас, војаш, дракон и дрокун у текстовима код стари писаца из 17. вјека на Јадранском приморју;
- волокита (рус. волокита) у Орловској области;
- злина (буг. злина), змеи (буг. змеи), змејко (буг. змейко) и јунак (буг. юнак) у Бугарској;
- змеј у Русији;
- змеј и змех (мкд. змех) у Македонији;
- змек у Чешкој;
- змиј, латавијец (пољ. latawiec) и смок (пољ. smok) у Пољској;
- змиј и полоз (укр. полоз) у Украјини;
- ждрокун у околини Дубровника;
- качак у Хрватској;
- љубак (рус. любак) у Смоленској области;
- љубостај (рус. любостай) у Тамборовској области;
- мулавар у околини Новог Винодолског;
- носак;
- пазој, позој, позојак и појзија код Хрвата (у Загорју, Пригорју и Међимурју) и код Словенаца;
- шаркањ код Хрвата и Срба у Мађарској, код прикарпатски Словена и банатски Бугара, као и у повељи Херцега Стефана из 15. вјека[2].

У народним предањима се често могу наћи и лична имена за поједине змајеве (што је слично предањима везаним за виле), као на примјер: Младен (у приповјетци Стојша и Младен), Стојан (у околини Сврљига), итд. Често се змајевима придодају и разни атрибути: велики, вртоглави, глухи, горски, горући, злобни, крилати, кудрави, љути, морски, немили, огњени, отравити, паклени, пламени, плахи, попадливи, силни, срдити, страховити, страшни и црни.
Назив змај такође у неким крајевима може бити синоним за аждају, алу или ламју. Код хрватских приморских писаца називи змај огњени и змај паклени означавају синоним за ђавола. Назив ватрени змај у народним предањима такође означава метеорите који се понекад могу видјети ноћу како прељећу преко неба.

## Опис змаја у митологији и народним предањима

### Описи змајева
У митологији и народним предањима постоје различити описа змаја који код Словена варирају, чак и у оквирима истог подручја. Према вјеровањима о изгледу и неким особинама, описе змаја можемо поделити у три групе:
1. на змајеве који се идентификују са метеоритима и огњеним птицама[1][2],
2. на змајеве налик на људе[1][2],
3. и на змајеве изједначене с великим змијоликим чудовиштима[1][2],

И поред тога што се могу разликовати три групе змајева, тешко их је досљедно издвојити, јер се у скоро сваком вјеровању налазе поједини елементи из друге и треће групе.
Заједничко за све описе змајева у предањима је то да нису у принципу зла бића и да имају способност да бљују ватру из уста.

#### Змајеви - метеорити
Змајеви који се идентификују са метеорити и огњеним птицама се углавном јављају ноћу, лете преко неба и свијетле, и при том се чује звиждање, хујање и понекад тресак. Неки од описа овакви змајева присутни у предањима су:
- У Херцеговини змај је описан као крилата змија која лети испод облака и исијава варнице[2];
- У источној Србији и у вјеровању племена Паштровић змај је описан као велика птица са змијским репом која лети ноћу и из које избија свеглост[1][2].

#### Змајеви - змије
Змајеви који се изједначавају с змијама се углавном описују као велики, снажни, зли, чудовишни гмизавци. Неки од описа овакви змајева присутни у предањима су:
- У околини Пољица змај је описан као биће у виду велике прождрљиве змије са птичјим крилима[2];
- У околини Далбоког дола (буг. Дълбок дол) у Ловечкој области змај је описан као велика прождрљива змија[2];
- У Гружи змај је описан као крилато биће са змијским репом, обложено крљуштима, с великим очима из којих сијевају варнице, а из уста му сукља модри пламен[2];
- У околини Ђевђелије змај је описан као четвороножно биће с великим трбухом, малом главом и кожним крилима[2];
- У појединим народним предањима Руса и Украјинаца змајеви се описују као вишеглави чудовишни гмизавци који бљују ватру. Они могу да имају од три до дванаест глава[4];
- У Саратовској области змај је описан као велика змија са људском главом, зеленим зубима и влажном, крљуштавом кожом златне боје[2];
- У околини Јелхова змај је описан као блиставо бјела змија са људским очима[2];
- У околини Ноћаја змај је описан као биће у виду велике прождрљиве змије која је живјела у једној пећини на планини Церу[1].

#### Змајеви - људи
Такође змај у појединим предањима може изгледати и као снажан млад мушкарац, који се од других људи разликује по томе што има: крилца испод пазуха, велику главу и очи (према вјеровању из западне Бугарске и источне Србије), једну ноздрву (према вјеровању у Ловечкој области), или длакаво тијело и главу (према вјеровању код подравски Хрвати у Мађарској).

### Начин на који настаје змај
Према томе како настаје змај, у митологији и народним предањима начине његовог настанка можемо подјелити у двије групе:
1. на змајеве који настају од животиња[1][2][5],
2. и на змајеве који се рађају као људска дјеца[1][2].

Неки од описа змајеве који настају од животиња су:
- У околини Пољица се сматрало да кад змија наврши стотину година, добија птичја крила и постаје змај[2];
- У Конавлима се сматрало да кад змија наврши девет година постаје змај[2];
- У Ловечкој области се сматрало да кад смук наврши четрдесет година постаје змај[2][5][6][7];
- У Македонији се сматрало да кад смук наврши четрдесет година, а за то га вријеме ни један човјек не види, добија крила и постаје змај[2];
- У Украјини се сматрало да кад је змија проживјела седам до тридесет година свог живота, а за то вријеме није видјела свјетлост нити чула ики глас, постаје змај[2][8];
- У Бјелорусији се сматрало да кад змија наврши стотину година, а за то вријеме није видјела свјетлост нити чула ики глас, постаје змај[8];
- У селима дуж Велике Мораве и у околини Бољевца се сматрало да кад шаран наврши тридесет три, четрдесет, педесет или стотину година добија крила и ноге, излази из воде и постаје змај[2];
- Код подравски Хрвати у Мађарској се сматрало да од старог сома настаје змај са крилима и кријестом пијетла[2];
- У веома заступљеним веровањима источне Србије и Подунавља, веровало се да змај постаје од шарана, који по пуњењу одређених година излази из Дунава и лети у планину[9];
- Такође, по неким вјеровањима код Хрвата, Словенаца и код Руса у Вологодској области, змај се може излећи из јајета које је снијео пијетао, и тада постаје послушни слуга који свом домаћину доноси богатство (слично цикавцу и домаћем услужном духу)[2].

Змаја у људском облику рађа жена која живи с мужем или са змајем.

## Познати змајеви из легенди и народни предања

### У предањима Источних Словена

#### Змај Горинич
Змај Горинич (рус. Змей Горыныч, укр. Змій Горинич) је змај из руски и украјински народни предања. У предањима се описује као змај који може да има три до дванаест глава и бљује ватру. У предањима се спомиње да је овог змаја убио Добриња Никитич.

#### Зилант
Зилант (рус. Зилант) је змај из татарски народни предања, присутан и у предањима Руса. У предањима се описује као змај који има: главу, врат и реп змије, тјело и ноге кокошке, црвена птичија крила, псеће уши, оштре зубе и тамносиво перје и крљушти по тјелу. Овај змај је симбол града Казана од 1730. године.

#### Чудо-јудо
Чудо-јудо (рус. Чудо-юдо) је митолошко биће из руски народни предања, који живи у води. У неким предањима ово митолошко биће се у описује као змај, који понекад може да има више глава. Упредањима се такође спомиње да је Чудо-јудо брат Кошћеја Бесмртног, као и то да је потомак Бабе Јаге.

### У предањима Западних Словена

#### Вавелски змај
Вавелски змај (пољ. Smok Wawelski) је змај из пољски народни предања. Овај змај је према предањима боравио у пећини у подножју Вавелског брда, које се налази на обали ријеке Висле у Кракову. По неким предањима змај је ту живио прије оснивања града, када су то подручје насељавали фармери. У предањима се спомиње да су овог змаја убили браћа Лех и Кракус II, синови краља Кракуса.

### У предањима Јужних Словена

#### Змијски цар
Змијски цар је биће из српски народни предања. У предањима се описује као змија која је, након што је навршила стотину година, постала змај. Он је отац и господар свих змија, и има моћ да подари људима моћ немуштог језика.

#### Кулшедра
Кулшедра (алб. Kulçedra) је змај из албански народни предања, присутан и у предањима Срба са Косова и Метохије.

#### Позој
Позој је тип змајева из народни предања присутан код Хрвата (у Загорју, Пригорју и Међимурју) и код Словенаца. Ови змајеви бораве у јамама и мочварама гдје вребају људе и стоку. Такође, за неке позоје се спомиње да живе у јазбинама, у земљи испод брда или градова, и да они изазивају природне непогоде. Неки од познати позоја из предања су:
- Видовски позој - Према предањима овај позој борави у Чичанској јами и у мочварама у близини Доњег Видовеца. Једина особа која може ослободити овог позоја из његове подземне јазбине је лик из предања Дијак Грабанцијаш[20];
- Загребачки позој - Према предањима овај позој борави у јазбини испод града Загреба. Овај позој је према народном вјеровању главни кривац за потресе који се дешавају у Загребу и ближој околици[17][19];
- Зелени позој из Чаковца - Према предањима овај позој борави у јазбини испод земље, и глава овог позоја се налази испод Старог града Чаковца а реп испод цркве св. Николе, и обрнуто. Узнемиравање овог позоја је опасно јер он може да изазове потресе и временске непогоде. Једина особа која може ослободити овог позоја из његове подземне јазбине је лик из предања Дијак Грабанцијаш[20][21];
- Позој из Доње Дубраве - Према предањима овај позој борави у Вражјој јами, у близини ријеке Муре[20];
- Црни позој из Светог Јураја на Брегу - Овог позоја је према народној легенди убио св. Јурај[20];
- Штриговски позој - Према предањима овај позој борави у јазбини испод земље, и глава овог позоја се налази испод цркве св. Јеронима а реп у низини, испод цркве св. Марије Магдалене. Узнемиравање овог позоја је опасно, и према предањима он сваког прољећа изазива поплаве[20].

## Легенде о змејевима (змајевима)
Легенде о Змејевима (или змајевима) су део усмене традиције у источној Србији. Посебно су присутне у народу у  општини Књажевац и околини. Представљају вид обичајне и друштвене праксе као и комуникације.

### Змеј од Јаловик Извора
Некада је Стара планина била змајевска планина, јер је на њој постојала пећина у којој су се гнездили змајеви (или „змејеви“, како их је у овом крају називају). Змејеви су умели на планини да залуде чобанице и у облику зрака постану њихови љубавници, а из таквих односа рађала су се и деца. Старе жене су проклињале змејеве и њихове потомке, али су за девојке имале неку врсту разумевања, пошто је змеја било немогуће зауставити, јер је могао да спали све препреке. А што се девојака тиче, оне су радо прихватале змеја за љубавнике и нису се кајале, јер су на планини тешко налазиле мужеве, а нису желеле да предуго чекају на удају. Сељаци су желели да поубијају змејеве и њихове потомке те су се једном приликом окупили и наоружани секирама кренули ка пећини змејева. Тиме су разљутили змејеве који су изазвали велики пожар на планини и при чему је изгорела сва имовина сељака.

### Змеј од Буџака
Змејеви љубавници су увек налазили начин да дођу до изабране девојке. Ни закључавање кућа у томе није могло спречити јер су налазили начин, спуштали се кроз оџак и кроз угашено огњиште улазили ноћу у куће. Девојке су увече имале спремну чисту белу кошуљу за своје љубавнике змејеве који су се у то пресвлачили после провлачења кроз чађави оџак. Такође су девојке на кревет навлачиле белу пресвлаку и облачиле су белу одећу, како би се што више допале змеју и како би му што боље угодиле. У једној кући су, по понашању девојке и звуцима из димњака, забринути укућани приметили шта се дешава и одлучили да доскоче змеју тако што су ноћу на огњишту оставили котао пун кипуће воде. Силазећи кроз димњак змеј је упао у котао, доживео  ужасан бол, нестао и више се у тој кући није појављивао. Страшан душеван бол због овог догађаја претрпела је и девојка. Срећа укућана била је кратког века јер су почеле да их сналазе бројне и много озбиљније невоље од невоље са змејем. Последице је претпрео и читав крај у којем је породица живела (тј. предео Буџака), јер су их задесиле велике несреће. Наиме после нестанка змеја појавиле су се Але доносећи олујне непогоде са градом који је све уништавао и наступила је свеопшта беда.

### Змеј од Трговишког Тимока
Змејеви са Старе планине су у потрази за девојкама силазили са планине све даље и даље, те су тако доспевали и до Књажевца. Били су вешти љубавнице и могли су да се претворе у зрак или у лепог момка, тако да су обични људи, поготово старији, могли само да им на томе завиде. У граду је змеј имао обичај да се појављује пред кућом одабране девојке на дан њене просидбе или свадбе и по дану, пре подне, куца на врата. Ако би врата отворио било ко други осим девојке, пред вратима би угледао мноштво гостију и ништа друго што би било необично. Међутим ако би девојка отворила врата она би пред њима видела змеја који би уплашио и отерао и госте и укућане, а девојка би му се радо предавала, а понекад и одлазила од куће са њим. Људи су покушавали да се од оваквих дешавања одбране постављањем стражара испред девојчине куће на дан просидбе или свадбе и забранама девојци да лично отвара врата, али све је било безуспешно. Девојка није могла да буде сачувана и све се обично завршавало растурањем просидбе или свадбе. Тако је змеј људима загорчавао живот и кварио весеља.
Древне приче и легенде вековима се у источној Србији преносе са колена на колено, и својеврстан су „заштитни су знак“ овог дела Србије.  Веома стара усмена предања сачувана у овим крајевима Србије представљају вредан део нематеријалног културног наслеђа.